# Fresnedilla
Fresnedilla és un municipi de la província d'Àvila situat a la Vall del Tiétar, encara que les seves terres no arriben a ser regades per aquest riu. Està situat a una altitud de 622 metres i la seva àrea és de 24,52 km quadrats. El gentilici és fresnedillero (en castellà). Els patrons són Sant Antoni de Pàdua, celebrat el segon diumenge de juny, i la Verge del Roser, que se celebra el primer diumenge d'octubre. És la localitat natal del pintor Eduardo Martínez Vázquez (1886-1971)